# Neufundländer
Der Neufundländer ist eine von der FCI anerkannte Hunderasse, die aus Kanada stammt (FCI-Gruppe 2, Sektion 2.2, Standard Nr. 50).

## Herkunft und Geschichte
Die Heimat des Neufundländers ist die kanadische Atlantikinsel Neufundland. Die genaue Herkunft liegt jedoch im Dunkeln. Man geht allgemein davon aus, dass bei der Entstehung des heutigen Neufundländers zahlreiche europäische Hunde, die von den europäischen Fischern auf die Insel gebracht wurden, sich mit den Hunden der auf der Insel lebenden Micmac- und Beothuk-Indianer vermischten.
Der Neufundländer, der erstmals im 18. Jahrhundert von einem britischen Seemann namens Cartwright als Newfoundland dog erwähnt wurde, diente den Fischern auf Neufundland als Arbeitstier. Der Neufundländer ist ein nationales Tiersymbol der kanadischen Provinz Neufundland und Labrador.
Die erste überlieferte Ausstellung eines Neufundländers ist datiert auf das Jahr 1860 in Birmingham. Die Anerkennung der Rasse durch den AKC erfolgte 1886. Im gleichen Jahr wurde auch der erste englische Rasseclub gegründet.

## Beschreibung
Der Neufundländer ist massiv und hat einen kräftigen, gut bemuskelten Körperbau. Der Ablauf seiner Bewegungen ist gut koordiniert. Das dichte wasserabweisende Fell mit starker, jedoch weicher Unterwolle, lässt ihn noch massiger erscheinen.
Der Rassestandard der FCI erlaubt drei Farbschläge: Schwarz, braun und weiß-schwarz.
Die Heimatländer Großbritannien (bis 1949 war Neufundland eine Kolonie Großbritanniens) und Kanada haben jeweils eigene Rassestandards, die teilweise von dem der FCI abweichen.

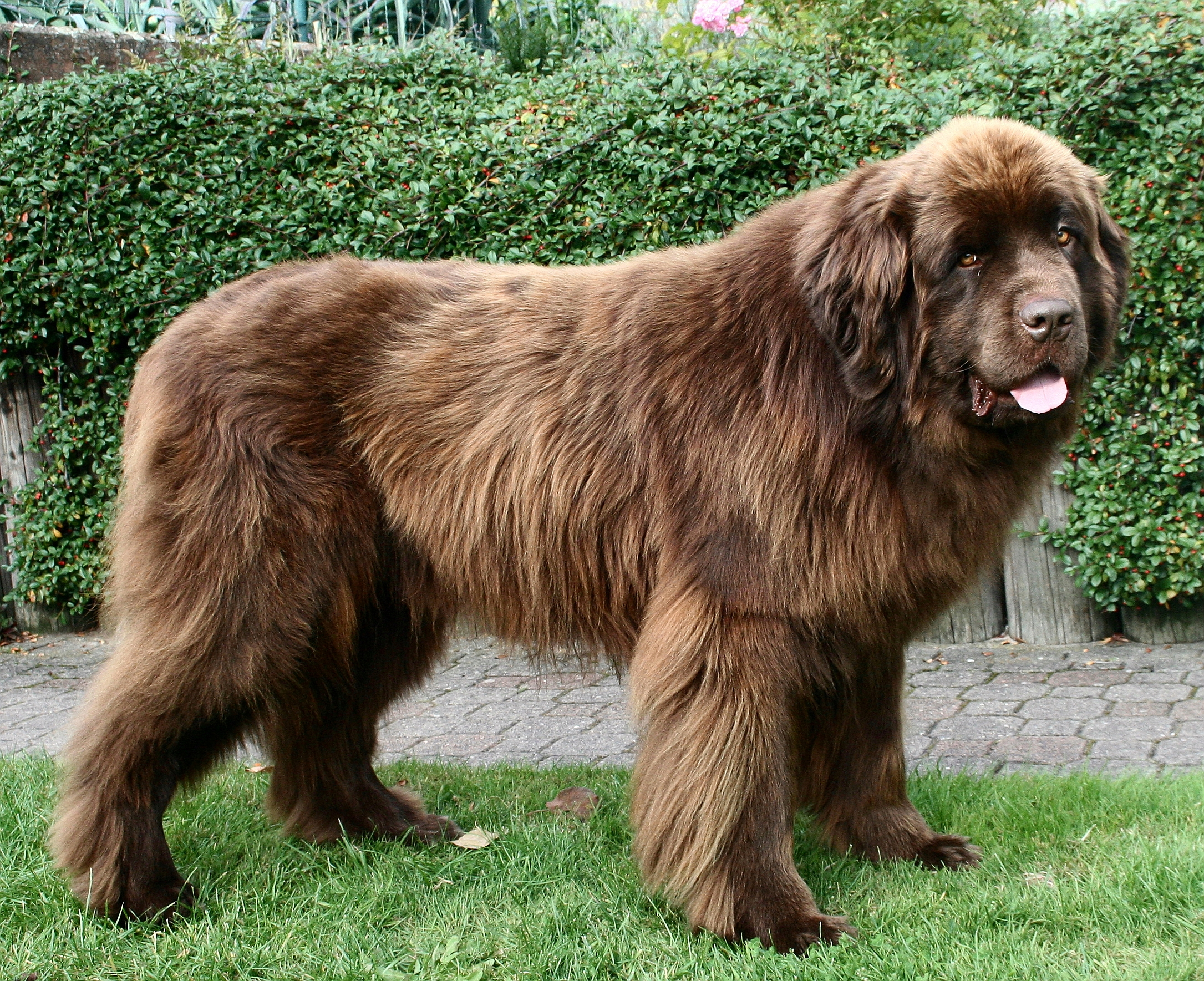
Brauner Neufundländer
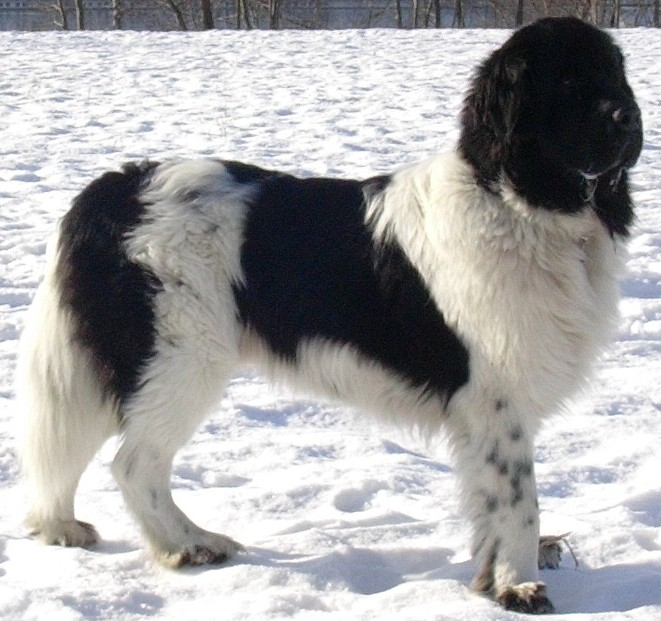
Junger weiß-schwarzer Neufundländer

Neben den Standardfarben treten auch Farbvarietäten auf, die aber in der Zucht nicht erwünscht sind. Im Heimatland Kanada entspricht zum Beispiel der braune Farbschlag nicht dem Rassestandard. In den Vereinigten Staaten ist der graue Neufundländer standardkonform. Abgesehen von der Farbe grau, welche durch das Dilute-Gen kontrolliert wird und zu Haarausfall (Blue-dog-syndrome) führen kann, sind die unerwünschten Farben gesundheitlich unbedenklich.
Aus dem weiß-schwarzen Typ entwickelte sich die Rasse Landseer.

## Gesundheit
Der Neufundländer ist stark von orthopädischen Erbkrankheiten und Dispositionen betroffen: 
- Hüftdysplasie[13]
- Ellbogendysplasie[14]
- Kreuzbandruptur[15]

Wie bei anderen großen Hunderassen sind auch beim Neufundländer Dilatative Kardiomyopathie und Knochenkrebs überdurchschnittlich häufig. Gewisse Neufundländer-Zuchtlinien scheinen außerdem in ihrem Futter – aufgrund eines erblichen Stoffwechseldefekts – einen höheren Tauringehalt als andere Hunderassen zu benötigen. Ein möglicher Zusammenhang zwischen Taurinmangel und Kardiomyopathie wird noch diskutiert.
Als weitere Erbkrankheiten und Dispositionen sind beschrieben:
- Cystinurie[20]
- Mitralstenose[21] und Subaortenstenose[22]
- Myasthenia gravis[23]
- Primäre Ciliäre Dyskinesie[24]

Die Lebenserwartung der Rasse ist unterdurchschnittlich. Im Schnitt sterben 22 % aller Neufundländer vor dem Alter von fünf Jahren, 42 % vor dem Alter von acht Jahren, und 62 % werden keine zehn Jahre alt.

## Verwendung

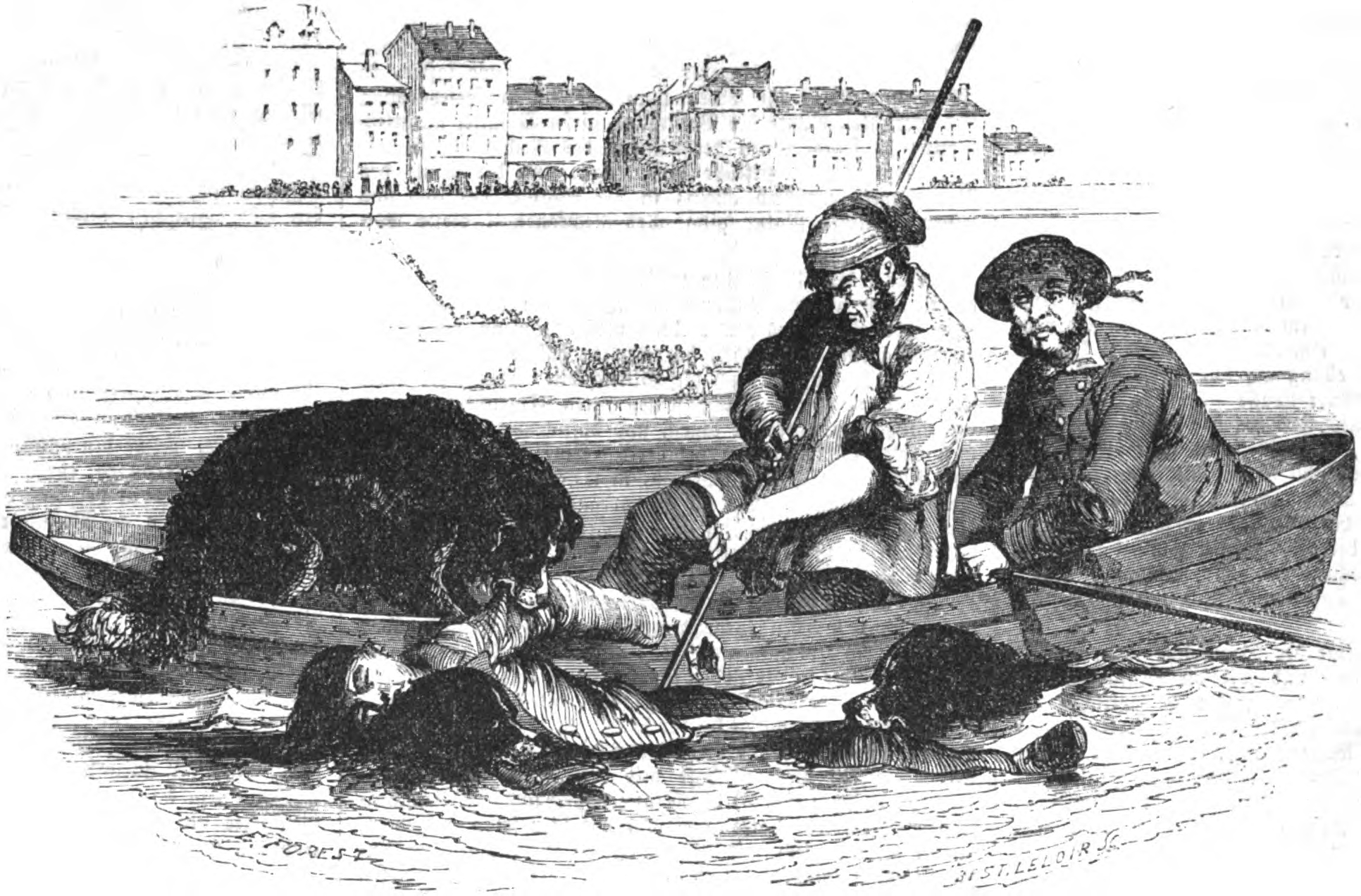
Abbildung von 1845. Originaltext: „Abrichtung von Neufundländer Hunden zur Rettung Ertrinkender.“

Der Neufundländer wird im Rassestandard als Schlittenhund für schwere Lasten und als Wasserhund beschrieben. Er wird oft als Wasserrettungs-, Wach- und Begleithund verwendet. In einem Bericht in der Illustrirten Zeitung über eine „Rettungsanstalt für Ertrinkende in Paris“ heißt es 1845:

„Bekanntlich schwimmt die neufundländer Hunderace vorzüglich und läßt sich bei ihren großen natürlichen Fähigkeiten leicht abrichten, während ihr starker Körperbau sie befähigt eine ziemlich ansehnliche Last schwimmend fortzubewegen. Auf dieser Grundlage hat man nun eine Rettungsweise gebaut, womit man bereits bedeutende Erfolge erzielt hat […]“

## Wesen
Der Neufundländer gilt als freundlich, ruhig und ausgeglichen. Eigenschaften wie Aggressivität und Scheu werden im Rassestandard als Fehler bezeichnet.

## Bekannte Neufundländer
- Seaman nahm von 1804 bis 1806 an der gesamten Lewis-und-Clark-Expedition teil.
- Morgan wurde 1877 international bekannt durch Erspüren von Leichenteilen eines Kindes im englischen Blackburn, was zur Überführung eines Kindermörders geführt hatte. Der Hund bzw. dessen Besitzer erhielt eine Belohnung von 2500 Francs durch das britische Innenministerium.[27]